# Uspachus patellaris
Uspachus patellaris är en spindelart som beskrevs av Galiano 1995. Uspachus patellaris ingår i släktet Uspachus och familjen hoppspindlar. Inga underarter finns listade i Catalogue of Life.